# Нагрудный знак депутата Государственной думы
Нагрудный знак депутата Государственной думы ФС РФ — отличительный знак депутата Государственной думы. 
Обычно носится депутатами текущего созыва Думы на левом лацкане пиджака.

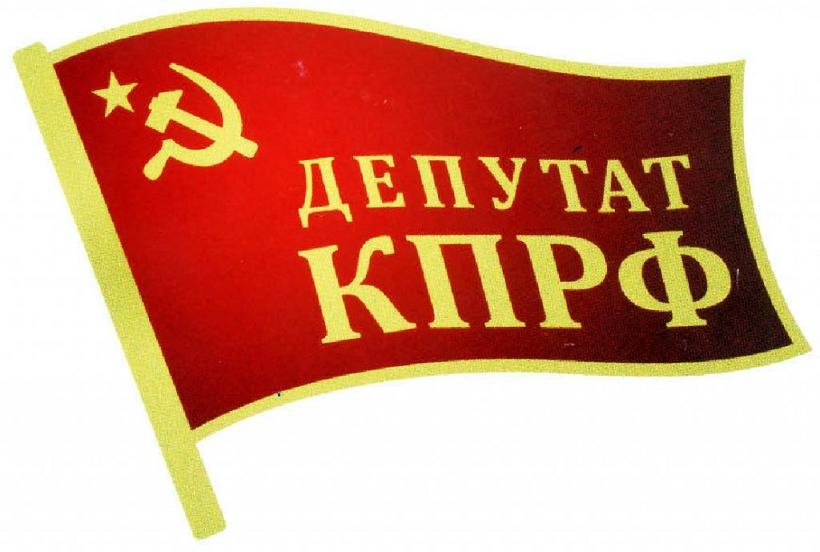
Нагрудный знак депутата КПРФ в Государственной думе ФС РФ

## Порядок выдачи
В начале работы нового созыва Государственной думы депутату вместе с удостоверением вручается комплект нагрудных знаков. В комплекте нагрудный знак на винтовом креплении и нагрудный знак на булавочном креплении.
Номера знаков депутата Государственной думы соответствуют номеру удостоверения депутата. После окончания созыва депутат может оставить знак себе на память, а при новом созыве ему будет выдан новый знак, с новым номером. В случае смерти депутата, его нагрудный знак передаётся его родственникам на хранение и память.
Ношение знака не входит в обязанности депутата, депутат носит или не носит знак по собственному желанию. Нагрудный знак не даёт депутату льгот и привилегий.

## Описание нагрудного знака
Основа знака изготавливается из серебряного сплава. Поверхность нагрудного знака покрыта эмалью трёх цветов — белый, синий, красный. На белой полосе располагается надпись прописными буквами: «ДЕПУТАТ», на синей — «ГОСУДАРСТВЕННОЙ», на красной — «ДУМЫ ФС РФ», а надписи и края нагрудного знака выполняются золочением.
Если депутат потерял или испортил основной знак, ему выдаётся нагрудный знак без номера (муляж).
Основа такого муляжа нагрудного знака депутата изготавливается из медно-цинкового сплава.

## Нагрудный знак депутатов КПРФ
Депутаты фракции КПРФ до настоящего времени используют знаки такой же формы, но с изображением Государственного флага СССР на котором располагается надпись «ДЕПУТАТ КПРФ». Надписи и края нагрудного знака выполняются золочением.